# 赵书
赵书（1941年—2022年3月7日），男，满族，北京人，中国民俗学家，曾任中国民间文艺家协会副主席，北京市文学艺术界联合会副主席。1961年毕业于北京市工艺美术学校。2002年成为北京市文史馆馆员。